# William Henry Bragg
William Henry Bragg (Wigton, Cumberland, 2 de julio de 1862-Londres, 10 de marzo de 1942) fue un físico y profesor universitario inglés galardonado en 1915 con el Premio Nobel de Física junto con su hijo William Lawrence Bragg, "por sus contribuciones a la cristalografía de rayos X".

## Biografía
Bragg era hijo de Robert John Bragg, oficial de la marina mercante y agricultor, y de su esposa Mary de soltera Wood, hija de un clérigo. Cuando Bragg tenía siete años, su madre murió, y fue criado por su tío, también llamado William Bragg, en Market Harborough, Leicestershire. Fue educado en la Grammar School de esa localidad, en el King William's College de la Isla de Man y, tras ganar una exposición (beca), en el Trinity College de Cambridge. Se graduó en 1884 como tercer wrangler, y en 1885 obtuvo matrícula de honor en el examen tripos de matemáticas.
Fue profesor de física y matemáticas en la Universidad de Adelaida (Australia, 1886-1908).
En 1885, a la edad de 23 años, Bragg fue nombrado (Sir Thomas) Elder Profesor de Matemáticas y Física Experimental en la Universidad de Adelaida, Australia, y comenzó a trabajar allí a principios de 1886. Siendo un hábil matemático, en ese momento tenía conocimientos limitados de física, la mayoría de los cuales eran en forma de matemáticas aplicadas que había aprendido en Trinity. Además, en aquella época sólo había un centenar de estudiantes que cursaban estudios completos en Adelaida, de los cuales menos de un puñado pertenecían a la escuela de ciencias, cuyas deficientes instalaciones docentes Bragg mejoró trabajando como aprendiz en una empresa de fabricantes de instrumentos. Bragg era un conferenciante hábil y popular; fomentó la formación del sindicato de estudiantes y la asistencia gratuita de los profesores de ciencias a sus conferencias.
Bragg se interesó por la física, sobre todo en el campo del electromagnetismo. En 1895 recibió la visita de Ernest Rutherford, de camino de Nueva Zelanda a Cambridge; fue el comienzo de una amistad que duraría toda la vida. Bragg se interesó mucho por el nuevo descubrimiento de los rayos X por Wilhelm Röntgen. El 29 de mayo de 1896, en Adelaida, Bragg demostró ante una reunión de médicos locales la aplicación de "los rayos X para revelar estructuras que de otro modo serían invisibles". Samuel Barbour, químico jefe de F. H. Faulding & Co., un fabricante farmacéutico de Adelaida, suministró el aparato necesario en forma de tubo de Crookes, un tubo de descarga de vidrio. El tubo se había obtenido en Leeds (Inglaterra), donde Barbour visitó la empresa Reynolds and Branson, fabricante de material fotográfico y de laboratorio. Barbour regresó a Adelaida en abril de 1896. Barbour había realizado sus propios experimentos poco después de regresar a Australia, pero los resultados fueron limitados debido a la escasa potencia de las baterías. En la Universidad, el tubo se conectó a una bobina de inducción y a una batería prestada por Sir Charles Todd, suegro de Bragg. La bobina de inducción se utilizó para producir la chispa eléctrica necesaria para que Bragg y Barbour "generaran breves ráfagas de rayos X". El público quedó favorablemente impresionado. Bragg se ofreció como sujeto de pruebas, a la manera de Röntgen, y permitió que le hicieran una radiografía de la mano. La imagen de los dedos de su mano reveló "una vieja lesión en uno de sus dedos sufrida al utilizar la máquina de cortar nabos en la granja de su padre en Cumbria".
Ya en 1895, el profesor William H. (más tarde Sir William) Bragg trabajaba en la telegrafía sin hilos, aunque sus conferencias y demostraciones públicas se centraban en sus investigaciones sobre los rayos X, que más tarde le valdrían el Premio Nobel. En una visita apresurada de Rutherford, se informó de que estaba trabajando en un oscilador hertziano. Las dos tecnologías tenían muchos puntos en común y en el laboratorio contó con la ayuda de Arthur Lionel Rogers, que fabricó gran parte del equipo. El 21 de septiembre de 1897, Bragg hizo la primera demostración pública registrada del funcionamiento de la telegrafía inalámbrica en Australia durante una conferencia en la Universidad de Adelaida, en el marco de la conferencia del Sindicato de Profesores Públicos Bragg partió de Adelaida en diciembre de 1897, y pasó todo el año 1898 en excedencia de 12 meses, recorriendo Gran Bretaña y Europa y durante este tiempo visitó a Marconi e inspeccionó sus instalaciones inalámbricas. Regresó a Adelaida a principios de marzo de 1899, y ya el 13 de mayo de 1899, Bragg y su suegro, Sir Charles Todd, realizaban pruebas preliminares de telegrafía sin hilos con un transmisor en el Observatorio y un receptor en la carretera del Sur (a unos 200 metros). Los experimentos continuaron durante todo el invierno austral de 1899 y el alcance se fue ampliando progresivamente hasta la Henley Beach. En septiembre el trabajo se amplió a transmisiones bidireccionales con la adición de una segunda bobina de inducción prestada por el Sr. Oddie de Ballarat. Se deseaba extender los experimentos a través de un camino marítimo y Todd estaba interesado en conectar el cabo Spencer y la isla Althorpe, pero los costes locales se consideraban prohibitivos mientras que los cargos por los equipos patentados de la compañía Marconi eran exorbitantes. Al mismo tiempo, los intereses de Bragg se inclinaban hacia los rayos X y los trabajos prácticos en el campo de la radio en Australia Meridional quedaron prácticamente inactivos durante la década siguiente.
El punto de inflexión en la carrera de Bragg se produjo en 1904, cuando pronunció el discurso presidencial ante la sección A de la Australasian Association for the Advancement of Science en Dunedin, Nueva Zelanda, sobre "Some Recent Advances in the Theory of the Ionization of Gases" ("Algunos avances recientes en la teoría de la ionización de los gases"). Esta idea fue seguida "en una brillante serie de investigaciones" que, en tres años, le valieron una beca de la Royal Society de Londres. Este trabajo fue también el origen de su primer libro Studies in Radioactivity (1912). Poco después de pronunciar su discurso de 1904, se puso a disposición de Bragg un poco de bromuro de radio para experimentación. En diciembre de 1904 apareció en el Philosophical Magazine su artículo "On the Absorption of α Rays and on the Classification of the α Rays from Radium" (Sobre la absorción de los rayos α y sobre la clasificación de los rayos α del radio), y en el mismo número apareció también un artículo "On the Ionization Curves of Radium" (Sobre las curvas de ionización del radio), escrito en colaboración con su alumno Richard Kleeman.

### Vuelta a Inglaterra
Al final de 1908, después de 23 años Bragg volvió a Inglaterra.
Fue profesor en la Universidad de Leeds (1909-1915) y en la de Universidad de Londres (1915-1923). 
Desde 1923 fue profesor de química en el Real Instituto de Gran Bretaña (1923-1942) y director del laboratorio de investigación Davy-Faraday.

## Investigaciones científicas

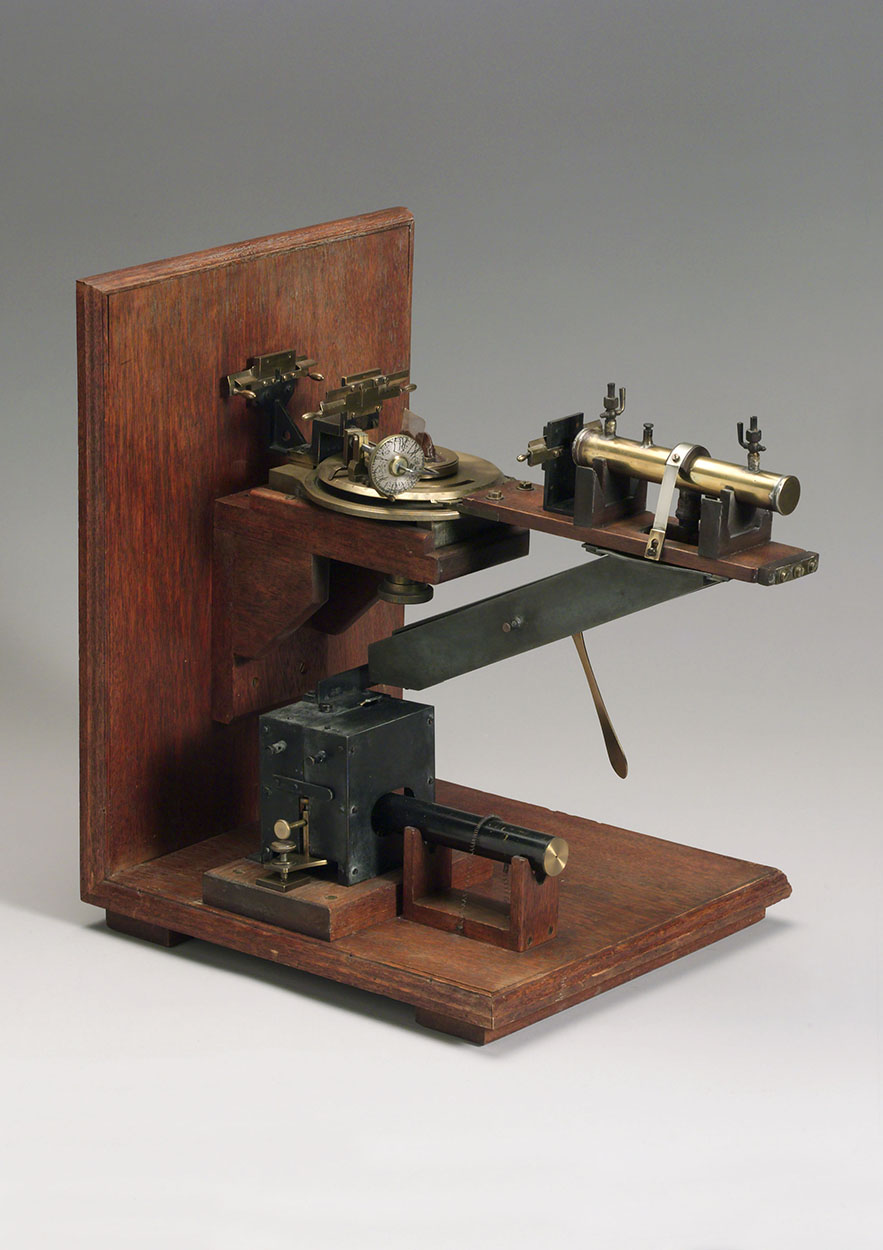
Espectrómetro de rayos X desarrollado por Bragg

William Henry fue uno los pioneros en el estudio de los rayos X. Cuando su hijo William Lawrence Bragg formuló la ley de reflexión de los rayos X de una longitud de onda determinada cuando inciden en una superficie cristalina, modificó un espectrómetro de Kirchhoff emplazando un cristal en la posición del prisma para estudiar el fenómeno. Este instrumento, el primer difractómetro equipado con un detector en posición variable, permitió a los Bragg determinar la posición de los átomos en varias clases de cristales.
Entre sus obras merecen ser reseñadas The World of Sound (1920), Concerning the Nature of Things (1925) y The Universe of Light (1933).

## Reconocimientos
- En 1906 fue elegido miembro de la Royal Society.
- En 1915 recibió con su hijo William el premio Nobel de Física, siendo la primera vez que sucedía el hecho de que un padre y su hijo compartieran el premio Nobel.[19] Los Bragg son un caso singular, porque ninguna pareja padre-hijo ha vuelto a compartir el mismo Premio Nobel en ninguna categoría durante más de un siglo. En algunos casos, un padre ha ganado el premio, y años después algún hijo también lo ha logrado por una investigación distinta, como Marie Curie y su hija Irène Joliot-Curie, único caso de pareja madre-hija. Algunas parejas padre-hijo han ganado el Premio Nobel por separado, como los Thompson (Joseph John Thomson y George Paget Thomson) o los Bohr (Niels Bohr y Aage Niels Bohr).</ref>[20]
- En 1920 fue honrado caballero (sir).
- En 1928 fue elegido presidente de la Asociación Británica para el Avance de la Ciencia
- En 1935 fue presidente de la Royal Society, cargo que ocupó hasta 1940.
- El mineral Braggita (sulfuro de platino) recibió este nombre por ser caracterizado mediante la técnica de análisis con rayos X desarrollada por Bragg.
- El cráter lunar Bragg lleva este nombre en su honor.[21]

## Vida privada
En 1889, en Adelaida, Bragg se casó con Gwendoline Todd, experta pintora de acuarelas e hija del astrónomo, meteorólogo e ingeniero eléctrico Sir Charles Todd. Tuvieron tres hijos, una hija, Gwendolen, y dos varones, William Lawrence, nacido en 1890 en North Adelaida, y Robert. Gwendolen se casó con el arquitecto inglés Alban Caroe, Bragg dio clases a William en la Universidad de Adelaida y Robert murió en la batalla de Galípoli. La esposa de Bragg, Gwendoline, murió en 1929.
Bragg jugaba al tenis y al golf y, como miembro fundador de los clubes de lacrosse de las universidades de Adelaida del Norte y Adelaida, contribuyó a la introducción del lacrosse en Australia Meridional y fue también secretario de la Asociación de Ajedrez de la Universidad de Adelaida.
Bragg murió en 1942 en Inglaterra y le sobrevivieron su hija Gwendolen y su hijo Lawrence.

## Legado
La sala de conferencias del King William's College (KWC) lleva el nombre de Bragg; la sociedad de debate literario por invitación del Sixth-Form del KWC, la Bragg Society, también lleva su nombre. Una de las "casas" de la escuela Robert Smyth, en Market Harborough, Leicester, lleva el nombre de "Bragg" en recuerdo de su época de estudiante. Desde 1992, el Instituto Australiano de Física concede la Medalla de Oro Bragg a la Excelencia en Física a la mejor tesis doctoral de un estudiante de una universidad australiana. Las dos caras de la medalla contienen las imágenes de Sir William Henry Bragg y su hijo Sir Lawrence Bragg.
El Centro de Técnicas Experimentales de la Universidad de Brunel lleva el nombre de Edificio Bragg. El edificio Sir William Henry Bragg de la Universidad de Leeds se inauguró en 2021.
En 1962 se construyeron los Laboratorios Bragg en la Universidad de Adelaida para conmemorar los 100 años del nacimiento de Sir William H. Bragg.
Se espera que el Centro Australiano Bragg de Terapia de Protones, también en Adelaida (Australia), esté terminado a finales de 2013. Lleva el nombre de padre e hijo y ofrecerá radioterapia para pacientes con cáncer.
En agosto de 2013, el familiar de Bragg, el locutor Melvyn Bragg, presentó un programa de Radio 4 de la BBC "Bragg on the Braggs" sobre los ganadores del Premio Nobel de Física de 1915.